# SS-Junker
SS-Junker – jeden ze stopni wojskowych noszonych przez kandydatów na oficerów w wojskach Waffen-SS. Jego polskim odpowiednikiem jest stopień plutonowego podchorążego. Niższym stopniem był SS-Rottenführer (FB) (kapral podchorąży), a wyższym SS-Oberjunker (starszy plutonowy podchorąży).